# Апроксимација функција
Апроксимација функција је математички појам који представља случај када треба на неком скупу заменити дату функцију f неком другом функцијом g. Нешто мање формалан опис апроксимације функције је да је то функција која није баш скроз иста као почетна, али се много лакше израчунава, а у жељеном интервалу је довољно тачна. Та довољно тачна, а ипак лако израчунљива функција је најчешће полином.
Проблем апроксимације функције f функцијом g се своди на одређивање вредности параметара а0, а1, ... аn. Апроксимација функција може бити линеарна и нелинеарна по параметрима. У зависности од критеријума за избор параметара апроксимације разликујемо више врста апроксимације, али главне су:
1. Интерполација
2. Средњоквадратна апроксимација